# Marc López
Marc López, född den 31 juli 1982 i Barcelona, är en spansk tennisspelare.
Han tog OS-guld i herrdubbel i samband med de olympiska tennisturneringarna 2016 i Rio de Janeiro..